# Кісловський Віктор Олександрович
Ві́ктор Олекса́ндрович Кісло́вський, він же Віталій Анатолійович Галета (20 жовтня 1969 — 14 вересня 2014) — старшина МВС України, батальйон патрульної служби міліції особливого призначення «Дніпро-1» з липня 2014-го, учасник російсько-української війни.

## З життєпису
Народився 1969 року в місті Нова Каховка. Закінчив Новокаховську ЗОШ № 1, Новокаховський агротехнічний коледж.
В зону бойових дій пішов добровольцем з Майдану. Старшина міліції батальйону патрульної служби міліції «Дніпро-1».
14 вересня 2014-го загинув у бою з російською диверсійною групою біля села Піски Ясинуватського району.
Похований 18 вересня в Новій Каховці. Вдома лишилася родина.

## Нагороди та вшанування
За особисту мужність і героїзм, виявлені у захисті державного суверенітету та територіальної цілісності України, вірність військовій присязі нагороджений
- орденом «За мужність» III ступеня (19.12.2014, посмертно)
- 2015 року в Новій Каховці на подвір'ї школи № 1 ім. Довженка та на фасаді житлового будинку, в якому мешкав, встановлені меморіальні дошки на честь Віктора Кісловського
- 22 травня 2017 року відкрито на будівлі Новокаховського агроколеджу 2 меморіальні дошки — Валерію Вахненку та Віктору Кісловському.
- Його портрет розміщений на меморіалі «Стіна пам'яті полеглих за Україну» у Києві: секція 4, ряд 6, місце 14